# جيف باغويل
جيف باغويل (بالإنجليزية: Jeff Bagwell)‏ هو لاعب كرة قاعدة أمريكي، ولد في 27 مايو 1968 في بوسطن في الولايات المتحدة.

## وصلات خارجية
- جيف باغويل على موقع دوري كرة القاعدة الرئيسي (الإنجليزية)
- جيف باغويل على موقعبيزبول رفرنس.كوم (الدوري الرئيسي) (الإنجليزية)
- جيف باغويل على موقعبيزبول رفرنس.كوم (الدوري الثانوي) (الإنجليزية)
- جيف باغويل على موقع جمعية أبحاث البيسبول الأمريكية (الإنجليزية)
- جيف باغويل على موقع إي إس بي إن.كوم (أم.أل.بي) (الإنجليزية)
- جيف باغويل على موقع مشجعي الرسوم البيانية (الإنجليزية)
- جيف باغويل على موقع قاعة مشاهير كرة القاعدة (الإنجليزية)
- جيف باغويل على موقع IMDb (الإنجليزية)
- جيف باغويل على موقع الموسوعة البريطانية (الإنجليزية)
- جيف باغويل على موقع إن إن دي بي (الإنجليزية)
- جيف باغويل على موقع قاعدة بيانات الفيلم (الإنجليزية)